# Iselsberg-Stronach
Iselsberg-Stronach é um município da Áustria, situado no distrito de Lienz, no estado do Tirol. Tem 17,97 km² de área e sua população em 2019 foi estimada em 605 habitantes.